# Championnats d'Europe d'athlétisme 1982
Navigation
Les 13e Championnats d'Europe d'athlétisme ont eu lieu du 3 au 9 septembre 1982 au Stade olympique d'Athènes, en Grèce.

## Épreuves
Quarante et une épreuves figurent au programme de ces Championnats d'Europe (24 masculines et 17 féminines). Pour la 1re fois, les femmes courent un marathon. L'heptathlon féminin remplace le pentathlon.

## Faits marquants
La température chaude (hormis un samedi pluvieux) favorise les bonnes performances pendant ces championnats. Dans 27 épreuves sur 41, la performance du vainqueur est supérieure à celle du vainqueur des précédents championnats 1978 à Prague.
Ces championnats d’Europe d’athlétisme à Athènes atteignent leur apogée lors d’une mémorable 3e journée où coup sur coup 3 records du monde et un record d’Europe sont battus. Le Britannique Daley Thompson reprend son record au décathlon (8 743 points ; 8 774 points à la nouvelle table instaurée en 1984 – ancien record 8 723 points par Jürgen Hingsen), l'Allemande de l'Ouest Ulrike Meyfarth bat celui du saut en hauteur (2,02 m – ancien record 2,01 m par Sara Simeoni), l'Est-Allemande Marita Koch survole le 400 m (48 s 15 – ancien record 48 s 60 par elle-même) et enfin, l’Allemand de l’Ouest Harald Schmidt bat son propre record d’Europe du 400 m haies en 47 s 48 (ancien record 47 s 85).
Un 4e record du monde est établi en dernière journée, par le relais 4 × 400 m féminin Est-Allemand en 3 min 19 s 05 (ancien record 3 min 19 s 23).
Dans les épreuves masculines, sont champions d’Europe pour la seconde fois consécutive : Thomas Munkelt (RDA) au 110 m haies, Harald Schmid (RFA) au 400 m haies, Udo Beyer (RDA) au poids, Youri Sedykh (URSS) au marteau et l’équipe de RFA au relais 4 × 400 m.
Dans les épreuves féminines, le relais est-allemand du 4 × 400 m est médaillé d’or pour la 4e fois consécutive. Marlies Göhr (RDA) au 100 m, Marita Koch (RDA) au 400 m, Ilona Slupianek (Roumanie) au poids sont championnes d’Europe pour la seconde fois consécutive.
Au nombre de médailles d’or, l’Allemagne de l’Est maintient son hégémonie avec notamment des titres en sprint masculin sur 100 et 200 m qui sont une première pour elle. L’Allemagne de l’Ouest, absente pour boycott des Jeux olympiques de Moscou de 1980, brille dans les épreuves masculines avec 8 titres. L’URSS perd 6 titres par rapport à 1978, mais devance la RDA au nombre de finalistes (64 contre 61).

## Résultats

### Hommes
| Épreuves          | Or                                                                                            | Argent                                                                                | Bronze                                                                                            |
| ----------------- | --------------------------------------------------------------------------------------------- | ------------------------------------------------------------------------------------- | ------------------------------------------------------------------------------------------------- |
| 100 m             | Frank Emmelmann 10 s 21                                                                       | Pierfrancesco Pavoni 10 s 25                                                          | Marian Woronin 10 s 28                                                                            |
| 200 m             | Olaf Prenzler 20 s 46                                                                         | Cameron Sharp 20 s 47                                                                 | Frank Emmelmann 20 s 60                                                                           |
| 400 m             | Hartmut Weber 44 s 72                                                                         | Andreas Knebel 45 s 29                                                                | Viktor Markin 45 s 30                                                                             |
| 800 m             | Hans Peter Ferner 1 min 46 s 33                                                               | Sebastian Coe 1 min 46 s 66                                                           | Jorma Härkönen 1 min 46 s 90                                                                      |
| 1 500 m           | Steve Cram 3 min 36 s 49                                                                      | Nikolay Kirov 3 min 36 s 99                                                           | Jose Manuel Abascal 3 min 37 s 04                                                                 |
| 5 000 m           | Thomas Wessinghage 13 min 28 s 90                                                             | Werner Schildhauer 13 min 30 s 03                                                     | David Moorcroft 13 min 30 s 42                                                                    |
| 10 000 m          | Alberto Cova 27 min 41 s 03                                                                   | Werner Schildhauer 27 min 41 s 21                                                     | Martti Vainio 27 min 42 s 51                                                                      |
| Marathon          | Gerard Nijboer 2 h 15 min 16 s                                                                | Armand Parmentier 2 h 15 min 51 s                                                     | Karel Lismont 2 h 16 min 04 s                                                                     |
| 110 m haies       | Thomas Munkelt 13 s 41                                                                        | Andreï Prokofiev 13 s 44                                                              | Arto Bryggare 13 s 60                                                                             |
| 400 m haies       | Harald Schmid 47 s 48                                                                         | Aleksandr Yatsevich 48 s 60                                                           | Uwe Ackermann 48 s 64                                                                             |
| 3 000 m steeple   | Patriz Ilg 8 min 18 s 52                                                                      | Bogusław Mamiński 8 min 19 s 22                                                       | Domingo Ramón 8 min 20 s 48                                                                       |
| 20 km marche      | José Marín 1 h 23 min 43 s                                                                    | Jozef Pribilinec 1 h 25 min 55 s                                                      | Pavol Blažek 1 h 26 min 13 s                                                                      |
| 50 km marche      | Reima Salonen 3 h 55 min 29 s                                                                 | José Marín 3 h 59 min 18 s                                                            | Bo Gustafsson 4 h 01 min 21 s                                                                     |
| Relais 4 × 100 m  | Union soviétique Sergey Sokolov Aleksandr Aksinin Andreï Prokofiev Nikolay Sidorov 38 s 60    | Allemagne de l'Est Detlef Kübeck Olaf Prenzler Thomas Munkelt Frank Emmelmann 38 s 71 | Allemagne de l'Ouest Christian Zirkelbach Christian Haas Peter Klein Erwin Skamrahl 38 s 71       |
| Relais 4 × 400 m  | Allemagne de l'Ouest Erwin Skamrahl Harald Schmid Thomas Giessing Hartmut Weber 3 min 00 s 51 | Royaume-Uni David Jenkins Garry Cook Todd Bennett Philip Brown 3 min 00 s 68          | Union soviétique Aliaksandr Trashchyla Pavel Roshchin Pavel Konovalov Viktor Markin 3 min 00 s 80 |
| Saut en hauteur   | Dietmar Mögenburg 2,30 m                                                                      | Janusz Trzepizur 2,27 m                                                               | Gerd Nagel 2,24 m                                                                                 |
| Saut en longueur  | Lutz Dombrowski 8,41 m                                                                        | Antonio Corgos 8,19 m                                                                 | Jan Leitner 8,08 m                                                                                |
| Saut à la perche  | Aleksandr Krupskiy 5,60 m                                                                     | Vladimir Polyakov 5,60 m                                                              | Atanas Tarev 5,60 m                                                                               |
| Triple saut       | Keith Connor 17,29 m                                                                          | Vasiliy Grishchenkov 17,15 m                                                          | Béla Bakosi 17,04 m                                                                               |
| Lancer du poids   | Udo Beyer 21,50 m                                                                             | Jānis Bojārs 20,81 m                                                                  | Remigius Machura 20,59 m                                                                          |
| Lancer du disque  | Imrich Bugár 66,64 m                                                                          | Ihor Duhinets 65,60 m                                                                 | Wolfgang Warnemünde 64,20 m                                                                       |
| Lancer du javelot | Uwe Hohn 91,34 m                                                                              | Heino Puuste 89,56 m                                                                  | Detlef Michel 89,32 m                                                                             |
| Lancer du marteau | Youri Sedykh 81,66 m                                                                          | Igor NIkulin 79,44 m                                                                  | Sergey Litvinov 78,66 m                                                                           |
| Décathlon         | Daley Thompson 8 743 pts                                                                      | Jürgen Hingsen 8 517 pts                                                              | Siegfried Stark 8 433 pts                                                                         |

### Femmes
| Épreuves          | Or                                                                                          | Argent                                                                                                | Bronze                                                                                           |
| ----------------- | ------------------------------------------------------------------------------------------- | --- | ------------------------------------------------------------------------------------------------ |
| 100 m             | Marlies Göhr 11 s 01                                                                        | Bärbel Wöckel 11 s 20                                                                                 | Rose-Aimée Bacoul 11s 29                                                                         |
| 200 m             | Bärbel Wöckel 22 s 04                                                                       | Kathy Smallwood-Cook 22 s 13                                                                          | Sabine Rieger 22 s 51                                                                            |
| 400 m             | Marita Koch 48 s 16 (WR)                                                                    | Jarmila Kratochvílová 48 s 85                                                                         | Taťána Kocembová 50 s 55                                                                         |
| 800 m             | Olga Mineyeva 1 min 55 s 41                                                                 | Lyudmila Veselkova 1 min 55 s 96                                                                      | Margrit Klinger 1 min 57 s 22                                                                    |
| 1 500 m           | Olga Dvirna 3 min 57 s 80                                                                   | Zamira Zaytseva 3 min 58 s 82                                                                         | Gabriella Dorio 3 min 59 s 02                                                                    |
| 3 000 m           | Svetlana Ulmasova 8 min 30 s 28                                                             | Maricica Puica 8 min 33 s 33                                                                          | Yelena Sipatova 8 min 34 s 06                                                                    |
| Marathon          | Rosa Mota 2 min 36 s 04                                                                     | Laura Fogli 2 min 36 s 29                                                                             | Ingrid Kristiansen 2 min 36 s 39                                                                 |
| 100 m haies       | Lucyna Kałek 12 s 45                                                                        | Yordanka Donkova 12 s 54                                                                              | Kerstin Knabe 12 s 54                                                                            |
| 400 m haies       | Ann Louise Skoglund 54 s 58                                                                 | Petra Pfaff 54 s 89                                                                                   | Chantal Réga 54 s 93                                                                             |
| Relais 4 × 100 m  | Allemagne de l'Est Gesine Walther Bärbel Wöckel Sabine Rieger Marlies Göhr 42 s 19          | Royaume-Uni Wendy Hoyte Kathy Smallwood-Cook Bev Goddard Shirley Thomas 42 s 66                       | France Laurence Bily Marie-Christine Cazier Rose-Aimée Bacoul Liliane Gaschet 42 s 69            |
| Relais 4 × 400 m  | Allemagne de l'Est Kirsten Siemon Sabine Busch Dagmar Rübsam Marita Koch 3 min 19 s 05 (WR) | Tchécoslovaquie Věra Tylová Milena Matejkovičová Taťána Kocembová Jarmila Kratochvílová 3 min 22 s 17 | Union soviétique Yelena Didilenko Irina Olkhovnikova Olga Mineyeva Irina Baskakova 3 min 22 s 79 |
| Saut en hauteur   | Ulrike Meyfarth 2,02 m                                                                      | Tamara Bykova 1,97 m                                                                                  | Sara Simeoni 1,97 m                                                                              |
| Saut en longueur  | Vali Ionescu 6,79 m                                                                         | Anişoara Cuşmir-Stanciu 6,73 m                                                                        | Yelena Ivanova 6,73 m                                                                            |
| Lancer du poids   | Ilona Slupianek 21,59 m                                                                     | Helena Fibingerová 20,94 m                                                                            | Nina Abashidze 20,82 m                                                                           |
| Lancer du disque  | Tsvetanka Khristova 68,34 m                                                                 | Maria Vergova-Petkova 67,94 m                                                                         | Galina Savinkova 67,82 m                                                                         |
| Lancer du javelot | Ánna Veroúli 70,02 m                                                                        | Antje Kempe 67,94 m                                                                                   | Sofia Sakorafa 67,04 m                                                                           |
| Heptathlon        | Ramona Neubert 6 664 pts                                                                    | Sabine Mobius-Paetz 6 594 pts                                                                         | Sabine Everts 6 418 pts                                                                          |

## Tableau des médailles
| Rang | Nation          | Or | Argent | Bronze | Total |
| ---- | --------------- | -- | ------ | ------ | ----- |
| 1    | RDA             | 13 | 8      | 7      | 28    |
| 2    | RFA             | 8  | 1      | 4      | 13    |
| 3    | URSS            | 6  | 12     | 8      | 26    |
| 4    | Royaume-Uni     | 3  | 5      | 1      | 9     |
| 5    | Tchécoslovaquie | 1  | 4      | 4      | 9     |
| 6    | Italie          | 1  | 2      | 2      | 5     |
| 6    | Espagne         | 1  | 2      | 2      | 5     |
| 8    | Bulgarie        | 1  | 2      | 1      | 4     |
| 8    | Pologne         | 1  | 2      | 1      | 4     |
| 10   | Roumanie        | 1  | 2      | 0      | 3     |
| 11   | Finlande        | 1  | 0      | 3      | 4     |
| 12   | Grèce           | 1  | 0      | 1      | 2     |
| 12   | Suède           | 1  | 0      | 1      | 2     |
| 14   | Portugal        | 1  | 0      | 0      | 1     |
| 14   | Pays-Bas        | 1  | 0      | 0      | 1     |
| 16   | Belgique        | 0  | 1      | 1      | 2     |
| 17   | France          | 0  | 0      | 3      | 3     |
| 18   | Hongrie         | 0  | 0      | 1      | 1     |
| 18   | Norvège         | 0  | 0      | 1      | 1     |
|      |                 | 41 | 41     | 41     | 123   |